# Königswiesen
Königswiesen je městys v rakouské spolkové zemi Horní Rakousy, v okrese Freistadt.
V roce 2012 zde žilo 1 612 obyvatel.